# Vila Valério
Vila Valério é um município brasileiro do estado do Espírito Santo. Sua população estimada em 2019 é de 14.080 habitantes.

## História
Em 1937, a Companhia Varsóvia de colonização abriu escritório no córrego Cedro, onde deu inicio a uma colonização na margem esquerda do rio São José, inclusive Vila Valério, antes pura mata, indo, posteriormente chegar na sede atual de Vila Valério no final da década de 30, indo até a divisa com Sooretama, entre os rios Barra-Seca e São José, próximos ao córrego Paraisópolis (linha polonesa).
A colonização de Vila Valério começou a partir de 1943 pela companhia polonesa, chefiada pelo Engenheiro Boleslaw Stefan Ruszczycki, onde ficou responsável em demarcar as terras, um total de 2.000 alqueires como relatado por Virgílio Damião Bonella e João Alves Soares (uns dos primeiros moradores).
Em 1953 Vila Valério é elevado a distrito (sede), por resolução da câmara municipal de Colatina. Já a parte hoje pertencente ao distrito de Jurama e São Jorge do Barra Seca pertenciam ao município de Linhares.
Entre o ano de 1967 a 1971 (mandato de prefeito de de São Gabriel da Palha, Eduardo Glazar) que chegou energia elétrica em Vila Valério.
Vila Valério, junto com o distrito de São Jorge da Barra Seca, pertencente ao Município de Linhares, tornaram-se município no dia 28 de março de 1994 (lei número 4.892), tendo se instalado em primeiro de janeiro de 1997. Vila Valério foi emancipado com a ajuda fundamental do então vereador valeriense, Luiz Meneguele, e do atual deputado estadual capixaba, Luiz Durão.
Filho da cidade de Vila Valério, Patrik Camporez Mação, jovem nascido na comunidade Córrego São Bento, tem se destacado no país por sua trajetória literária. Aos 15 anos lançou seu primeiro livro de poesias, intitulado Nas Profundezas do Mar, que vendeu mais de 10 mil cópias em suas primeira edição. Também é autor de Outros Eus de Outros Mins, lançado quando cursava a faculdade de jornalismo, aos 19 anos, e Verdades e Azias, este último pela editora Multifoco, do Rio de Janeiro, que é vendido em livrarias de todo o país. Patrik também se destacou por dirigir o documentário As Últimas Responsadeiras, que conta a história de mulheres da cidade que fazem orações para que as pessoas encontrem objetos perdidos ou furtados. O filme foi exibido em rede nacional, pelo Canal Futura. O jovem valeriense atualmente é repórter do jornal O GLOBO e da Revista Época, em Brasília, depois de ter trabalhado por seis anos no periódico A GAZETA, no Espírito Santo, cobrindo temas como economia e violações de direitos humanos. Ao 29 anos, Patrik já ganhou 20 prêmios regionais e nacionais de jornalismo, figurando, em 2016 e 2017, na lista dos jornalistas mais premiados do país.